# Ryan Rhodes
Ryan Rhodes est un boxeur britannique né le 20 novembre 1976 à Sheffield dans le Yorkshire.

## Biographie
Passé professionnel en 1995, il s'entraîne dans le gymnase de Brendan Ingle, situé dans la même ville et est surnommé Spice boy par le fils de Brendan Ingle, en référence aux Spice girl, à la suite de l'ambiance un jour dans les vestiaires du gymnase.

## Carrière
Ryan Rhodes a livré 52 combats dans les rangs professionnels. Il en a remporté 46 victoires, dont 31 par KO, contre 6 défaites. Champion d'Angleterre des poids super-welters en 1997, il s'incline aux points en championnat du monde face à Otis Grant le 13 décembre 1997. De nouveau champion d'Angleterre en 2008, il s'empare du titre européen EBU de la catégorie en 2009 mais échoue une seconde fois en championnat du monde face à Saúl Álvarez le 18 juin 2012.